# Batalla de Anegawa
La batalla de Anegawa (姉川の戦い Anegawa no Tatakai?) de 1570 fue una reacción de los asedios de Oda Nobunaga a los castillos Odani y Yokoyama, los cuales pertenecían a los clanes Azai y Asakura respectivamente. La batalla fue conocida como Batalla de Nomura (野村合戦 Nomura Kassen?) por los clanes Oda y Azai y como Batalla de Mitamura (三田村合戦 Mitamura Kassen?) por el clan Asakura.
Al salir los soldados de los castillos, la batalla se convirtió en una melé en medio del río Ane. Las fuerzas de Nobunaga se enfrentaban a las del clan Azai mientras que los soldados de Tokugawa se enfrentaban a los del clan Asakura a una distancia cercana.
Después de que las fuerzas de Tokugawa terminaron con las de Asakura, se unieron a las de Nobunaga golpeando a los Azai por el flanco derecho. Inaba Ittetsu, el cual estaba a la espera como reserva, se unió a la batalla y atacó a los Azai por el flanco izquierdo. Las tropas de los clanes Azai y Asakura fueron derrotados rápidamente.
Actualmente no existen fuentes salvo el Shinchokoki, el cual describe muy brevemente la batalla, sin proporcionar más detalles de tácticas, bajas de cada ejército, duración de la batalla, etc., y mucho de lo que se cuenta en esta batalla se basa en la ficción.